# カツラ (植物)
カツラ（桂、学名: Cercidiphyllum japonicum）は、カツラ科カツラ属の落葉高木。別名、トワダカツラ。ハート形の葉が特徴的で、秋に黄葉して落葉した葉はよい香りを放つ。樹形の美しさから庭木や街路樹にされるほか、材から家具、碁盤、将棋盤が作られる。

## 名称
和名カツラは葉の香りに由来し、落葉した葉は甘い香りを発することから、香りが出ることを意味する「香出（かづ）る」が転訛したものといわれている。別名ではトワダカツラ、コウノキともよばれる。落葉して茶色になった葉から、しばしばカラメルのような甘い香りを放つため、オコウノキ（お香の木）などの地方名がある。
「カツラ」という名は、古くは本種だけに当てられたものではなく、タブノキやヤブニッケイなどの暖帯に分布する香気を持った樹木を指したといわれ、植物学上のカツラと、文字の上での「桂」では種が一致しない。
中国植物名は、「連香樹」と書かれる。中国の伝説では、「桂」は「月の中にあるという高い理想」を表す木であり、「カツラ（桂）を折る」とも用いられる。しかし中国で言う「桂」はモクセイ（木犀）のことであって、日本と韓国では古くからカツラと混同されている（万葉集でも月にいる「かつらをとこ（桂男）」を歌ったものがある）。中国には近い種類のものが分布するが、本種は日本のものが有名で、英名でも Katsura Tree（カツラ・ツリー）で通用する。

## 分布・生育地
日本の北海道、本州、四国、九州の各地、さらに中国、朝鮮半島に分布する。街路樹や公園樹として植えられ、アメリカなどでも植栽されている。日本で自生するものはブナ林域などの冷温帯の渓流などに多く見られる。水際に多く自生し、湿地を好む典型的な樹種で、日当たりの良い乾いた尾根ではほとんど見られない。カツラの大木の下には、必ず水脈があるといわれた。
日本においては、奥入瀬渓谷、奥日光、奥多摩、丹沢、上高地、芦生の森などで見られるが、山形県最上郡最上町にある「権現山の大カツラ」が最も太く、地上から約1.3メートル (m) の位置での幹周が20 m近くにまで成長している。北海道にはカツラの人工林も見られる。
日本にはカツラ（本種）と、その枝垂れ形品種のシダレカツラ（学名: Cercidiphyllum magnificum f. pendulum）、大型の葉を持つ近縁種のヒロハカツラ（学名: Cercidiphyllum magnificum）がある。なお、ヒロハカツラは本州中北部のみ分布する。

## 形態・生態
落葉広葉樹で最大樹高35メートル (m) 、胸高直径は2 mほどになる高木。
幹は直立し単幹のものが多いがしばしば多幹で株立ちする。自然樹形では円錐型の樹冠になり、遠目にはある種の針葉樹を思わせることがある。これはカツラの寿命が長く、主幹が倒れても萌芽更新が行われるためである。また大木になると、その多くは樹洞になっていて、まわりの側だけが残ったものが多い。樹形は幹がまっすぐに立ち、整った三角形を呈する。樹皮は灰褐色で、はじめは滑らかであるが、生長に従い縦に浅く割れ目が入り、薄く剥がれる。一年枝は濃褐色や赤褐色で無毛で、皮目が多く、短枝もよくできる。幼木の樹皮は赤褐色で、縦長の皮目が点在する。
花期は3 - 5月で、雌雄異株である。早春のころ、葉が出る前に花被片（花弁と萼）がない独特な形状の目立たない薄紅色の花が開き、そのあとに黄色く色づいた葉が芽吹く。雌花は、細長い角のような紅紫色の雌蕊が3個から5個突き出し、柱頭は糸状で紅色。雄花は、紅紫色の細長い雄蕊を十数本ぶら下げ、葯は紅色。果期は10月。果実は袋果が集まってつく。冬の枝に果実がついていることも多く、袋果の中には翼のある種子がたくさん詰まっている。
雄株の新芽は、雌株の新芽より、萌芽のときには一層美しい紅色を呈し、これを緋桂（ひかつら）とよぶことがある。これに対し、雌株を青桂とよぶ。
葉は対生し、小枝の両脇に隙間なく並んでいる。葉身は長さ4 - 10センチメートル (cm) ほどのハート形の広卵形、もしくはハート形に似た円形。若い枝ではハート形よりも細長い葉もでる。葉柄の付け根から7 - 9本に分かれて放射状に広がる葉脈が良く目立つ。葉縁は波型の鋸歯がありギザギザではない。葉柄は、細長く2 - 2.5 cm。葉の裏面は粉白色。秋（10月上旬 - 下旬）には、黄色から褐色、時にオレンジ色に黄葉して美しい。幼木や若い枝では、赤く紅葉することもある。側脈は葉縁までは伸びていない。落葉して地上に落ちた葉は1 - 2日で茶色になって乾燥し、甘い香り（カラメルのような良いにおいに似ている）を発する。匂いを発するのは落葉した直後だけで、都市部に植えられたカツラには匂いを発しないものもある。落ち葉の芳香の成分は、砂糖を使った菓子に共通でキャラメルの香りにもあるマルトールという成分による。
冬芽は枝に対生し、円錐状卵形で、芽鱗は2枚のうち外側の1枚が冬芽全体を覆って裏側で重なる。短枝に側芽がつき、短枝が発達すると側芽は内側に曲がる。枝先には仮頂芽が2個つき、赤褐色や紅紫色をしている。冬芽の下にある葉痕は三日月形からV字形で、維管束痕は3個ある。
根系は小中径の垂下根が多いタイプで珍しいものである。特に根株直下では深部まで垂下根をよく伸ばすが、水平根はあまり伸ばさない。

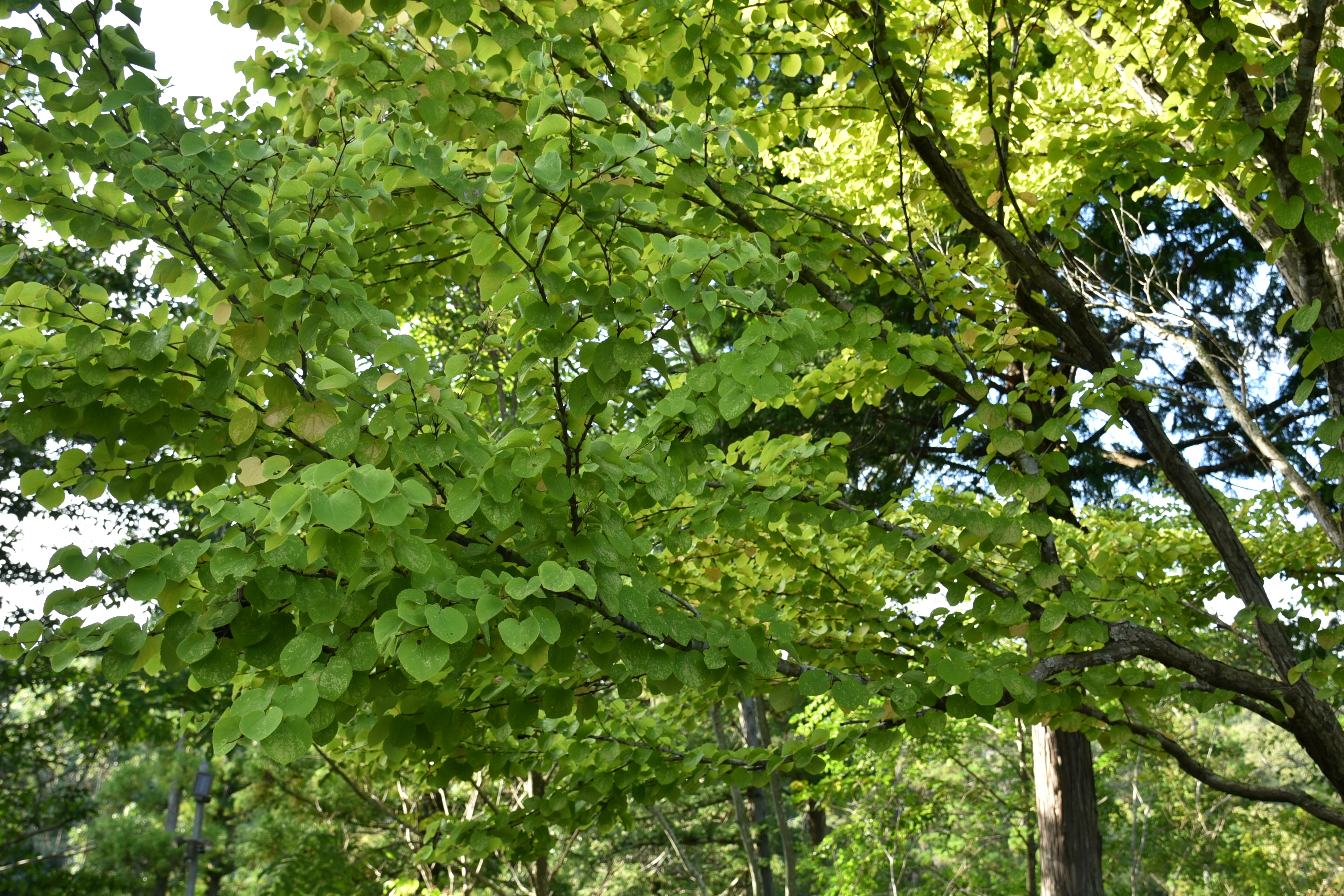
梢
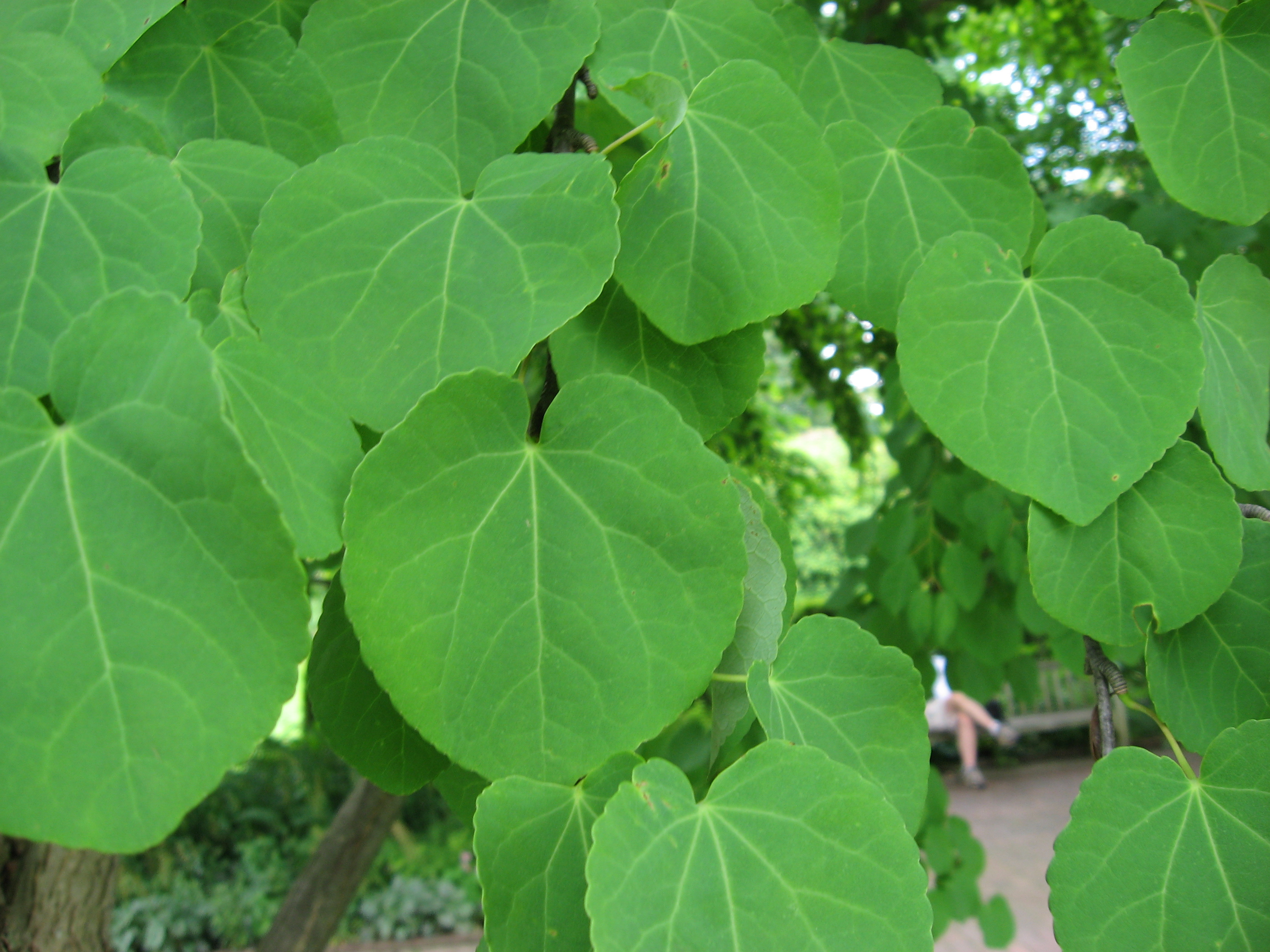
葉
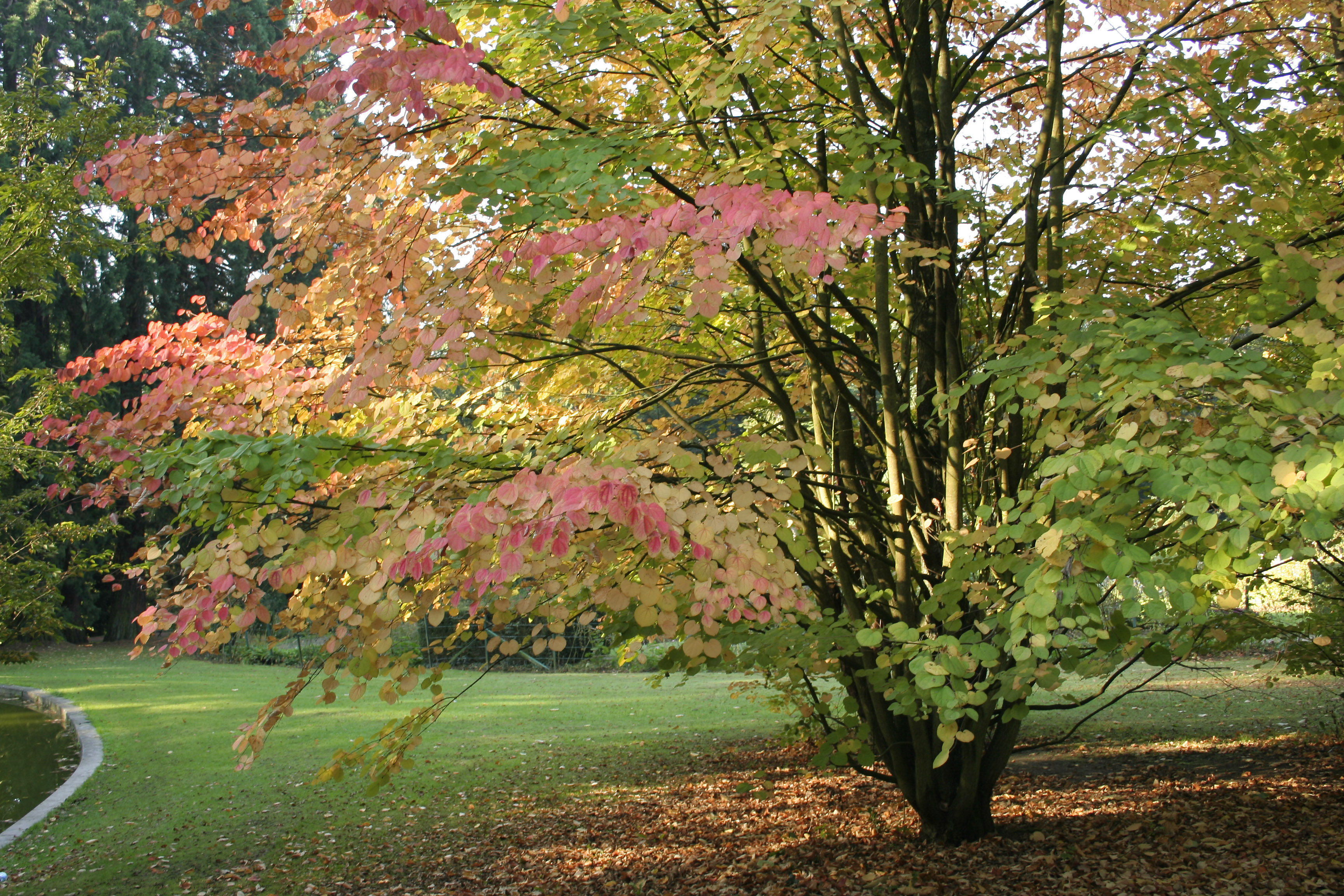
紅葉時
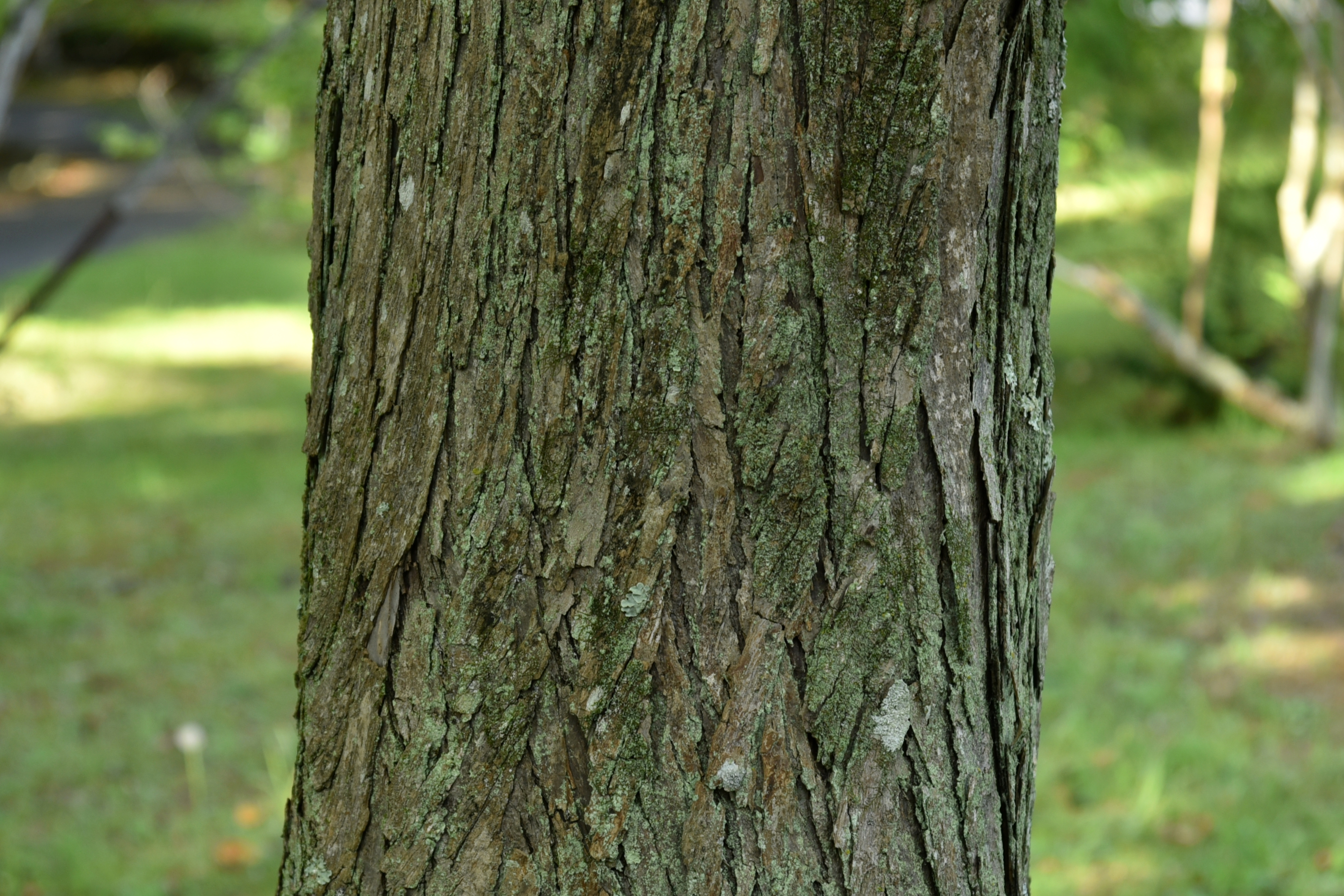
樹皮
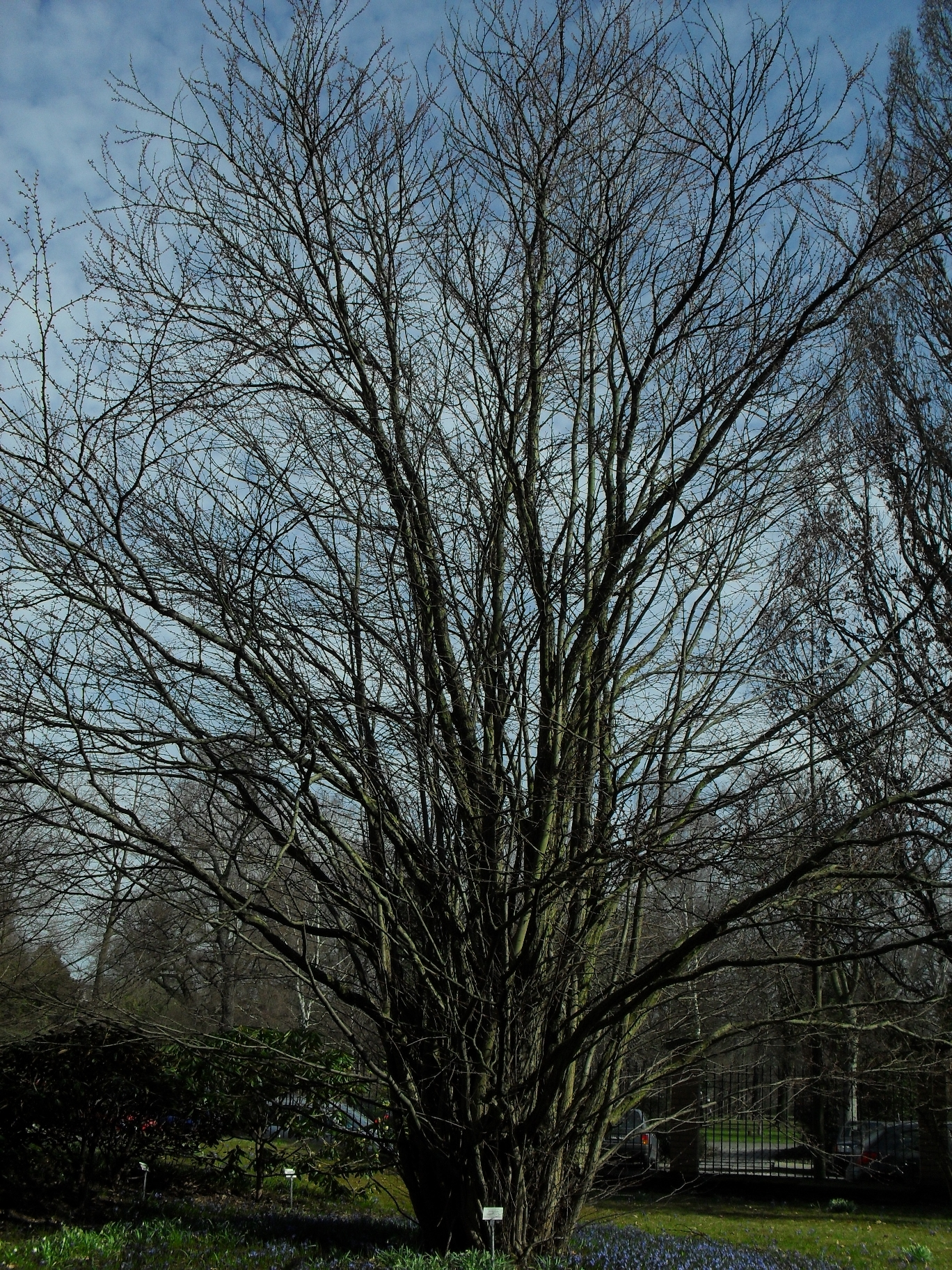
樹型

## 植栽
生長が速く、日なたから半日陰を好み、根を深く張る性質で、砂壌土で湿りがちな土壌に植える。植栽にすると、春の芽出しから新緑、秋の黄葉まで楽しむことができ、幹はまっすぐで、左右対称に枝が広がる端正な樹形と、優しい雰囲気のある枝先の葉から人気がある。夏の暑さにはやや弱い以外は丈夫な樹種で、剪定にもよく耐える。植栽期は12月中旬 - 3月上旬、施肥は8月 - 9月に行い、剪定は1 - 2月に枝を間引く程度に行う。

## 利用

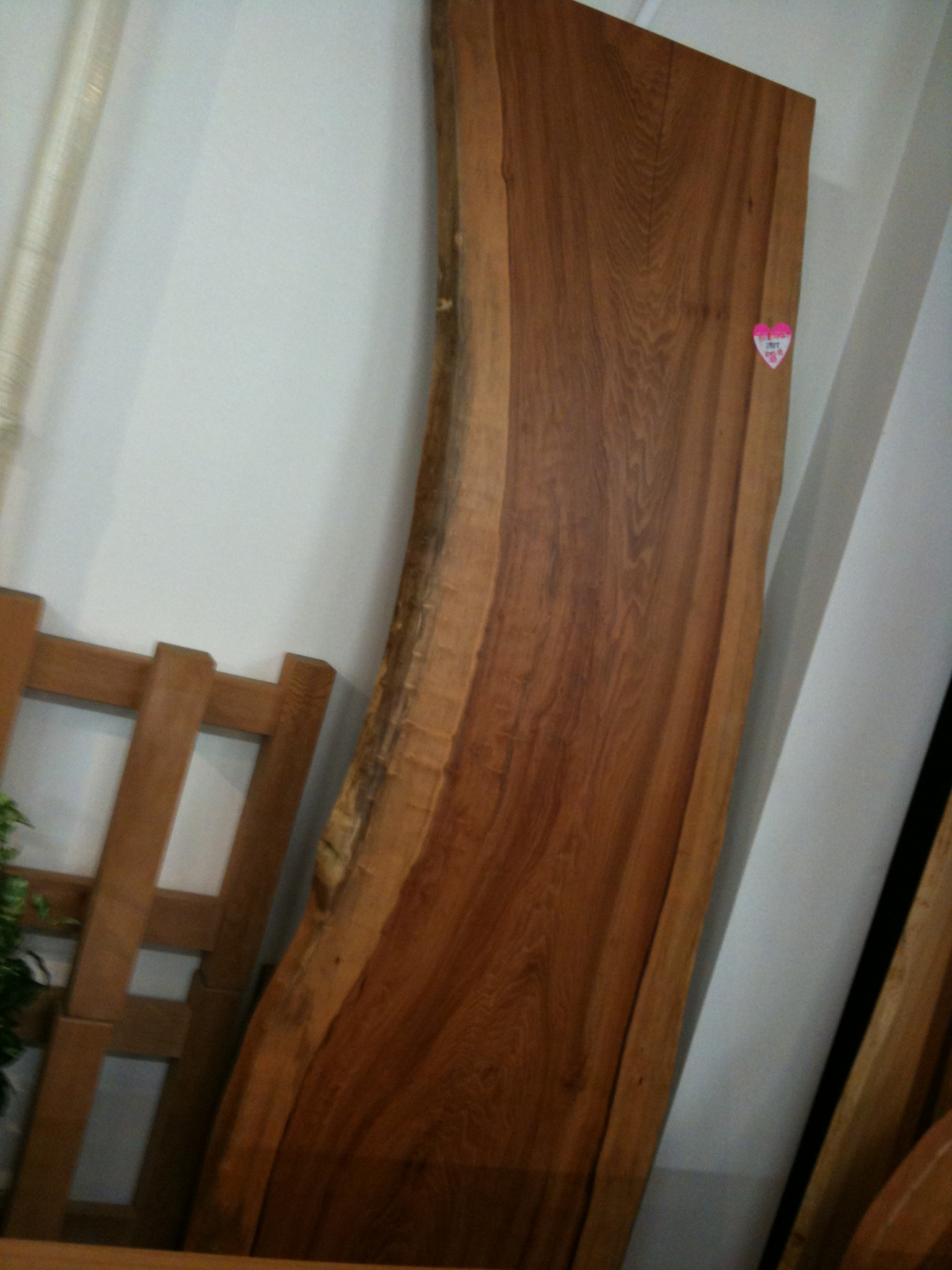
桂の無垢一枚板

用途として、庭木や街路樹、公園樹として植えられるほか、整った樹形からシンボルツリーとして広場やビルの中庭に植えられることもある。葉の形とその葉の均整な付き方は、日本のみならずヨーロッパやアメリカでも賞賛されて、多くの植物園や公園に植えられて育てられている。日本での街路樹としての利用例は少ないが、長野県の軽井沢や北海道の羊蹄山麓、網走市の市内に並木が仕立てられている。
道管の配置は散孔材、気乾比重は0.5程度
材は香りがよく、広葉樹の中では材質は腐りにくくて耐久性があり、軽くて柔らかく加工しやすい上、狂いがない特性を持っている。カツラは材として最も優れたもののひとつに数えられ、長い材が採れる上、木目も直線的で、枝が細いので節が少なく、美しい材が得られる。建築、家具、鉛筆、碁盤、将棋盤など様々な用途の生活用品に使われる。ただし、近年は市場への供給が減っており、貴重な木材となりつつある。ヒノキの生えない東北地方では、木彫りの用材にもなった。
秋に黄葉するとよい香りがする葉から、抹香を作る。桂皮（シナモン）は、同じ桂の字を使うがクスノキ科の異種の樹皮である。
北海道の各地では、カツラでつくられた丸木舟が出土しており、カツラ材は古代の丸木舟の材料として重用されていたとみられている。苫小牧市で発見され、苫小牧市立博物館に所蔵・展示されている丸木舟は長さ8メートルの大型のもので、舷が薄く削って加工されているのが特徴的である。

## 文化
日本では直立する幹が仏像の一本づくりに使われたことから、カツラの前で手を合わせる習慣もある。
カツラの花言葉は、「不変」とされる。
京都の葵祭には、フタバアオイ（別名：カモアオイ）とともに、カツラの葉が飾られる。カツラの葉が用いられるのは葉の形がアオイに似ているところから用いられると考えられているが、アオイが減った現代では、そのほとんどにカツラの葉が使われている。
1892年（明治年間）に北海道を訪れたアメリカの植物学者で、ハーバード大学付属のアーノルド植物園園長だったサージェント（Charles S. Sargent）は、著書『日本森林樹木誌』の中で、藻岩山登山道沿いのカツラの巨樹の写真を掲載している。アメリカには1878年に、すでにカツラの種子が札幌から送られており、ハドソン川沿いには1896年に植栽されたカツラの木があるといわれている。

## 著名なカツラ

### 国の天然記念物
- 円山のカツラ（北海道札幌市中央区） - 樹齢不明、樹高27 m、幹周12.2 m、円山北西山麓の円山原始林に所在[25]。
- シダレカツラ（岩手県盛岡市）
- 赤津のカツラ（福島県郡山市）
- 糸井の大カツラ（兵庫県朝来市） - 樹齢2000年、樹高36 m、幹周19.5 m[26][27]。
- 海潮のカツラ（島根県雲南市） - 樹齢300年以上、樹高30 m、幹周20.9 m、日原神社に所在[28]。
- 竹崎のカツラ（島根県仁多郡奥出雲町）
- 鎮西村のカツラ（福岡県飯塚市）
- 下合瀬の大カツラ（佐賀県佐賀市）

### その他
- 栗沢の千本カツラ（秋田県由利本荘市鳥海町） - 樹齢800年、樹高40m、幹周17.6m、秋田県指定天然記念物。数多くのひこばえがヘビを想起させる姿から「蛇喰の千本カツラ」の異名がある[29]。「新日本名木100選」選定[27]。
- 権現山の大カツラ（山形県最上郡最上町） - 樹齢推定1000年、樹高40 m、幹周20 m、権現山山頂近くの国有林に生える。2001年環境庁巨樹・巨木林調査で日本最大のカツラと認定されている[30][27]。
- 加蘇山の千本カツラ（栃木県鹿沼市上久我)　- 別名縁結びの千本桂。栃木県指定天然記念物。幹周8.2 m、樹高37.5 m、樹齢推定1000年[31]。
- 岩崎の大カツラ（新潟県南魚沼市） - 樹齢700年、樹高35 m、幹周12 m、新潟県指定天然記念物[32]。
- 愛染カツラ（長野県上田市別所温泉） - 樹齢300年以上、樹高24 m、上田市指定天然記念物
- 大塔宮護良親王桂之古跡のカツラ（山梨県富士吉田市）‐ 樹齢700年以上、樹高28.5 m、富士吉田市指定天然記念物
- 軍刀利神社のカツラ（山梨県上野原市） - 樹齢300年以上、樹高31 m、幹周9 m、山梨県指定天然記念物[33]。
- 洞のカツラ（岐阜県飛騨市宮川町） - 樹齢300年以上、樹高16.5 m、幹周30 m、岐阜県指定天然記念物[34]。
- 白山神社のカツラ - 樹齢300年以上、樹高28m、幹周13m、福井県指定天然記念物[35]。
- 今山田の大カツラ（富山県富山市） - 樹齢伝承700年、樹高25 m、幹周14 m、富山県指定天然記念物。別名「千本カツラ」ともいう[36][37]。
- 和池の大カツラ（兵庫県美方郡香美町瀞川平） - 樹齢1000年以上、樹高38 m、幹周15.3 m、兵庫県指定天然記念物[38][39][40]。
- 別宮の大カツラ（兵庫県養父市） - 樹齢伝承400年、樹高26 m、幹周15.1 m、兵庫県指定天然記念物[38][41]。
- 市平春日神社の大カツラ（和歌山県伊都郡九度山町)　- 樹齢300年以上、樹高35 m、九度山町指定天然記念物。直前を世界遺産の高野参詣道黒河道が通る。
- 穴門山神社のカツラ(岡山県高梁市川上町)　- 樹齢700年、樹高30 m、岡山県指定天然記念物
- 落河内のカツラ（鳥取県鳥取市） - 樹齢1000年、樹高24 m、幹周13.7 m、鳥取県指定天然記念物。山陰地方有数のカツラの巨木[42][43][27]。
- 玉取山の大カツラ（愛媛県伊予三島市） - 樹齢300年以上、樹高30m、幹周15m、愛媛県指定天然記念物。玉取山の北斜面、標高1060 m地点に生える[44]。
- 諸和久のカツラ（宮崎県西臼杵郡日之影町） - 樹齢370年、樹高26 m、幹周18 m、「宮崎の巨樹100選」選定樹。九州最大と目されるカツラの巨樹[45][46][47]。
- 空室のカツラ（福岡県八女市黒木町北大淵） - 樹齢推定600年、樹高35m、福岡県指定天然記念物[48]。
- 藤坂の大カツラ（兵庫県丹波篠山市藤坂） - 樹高30m、幹周12m、兵庫県指定天然記念物、新日本名木100選 。

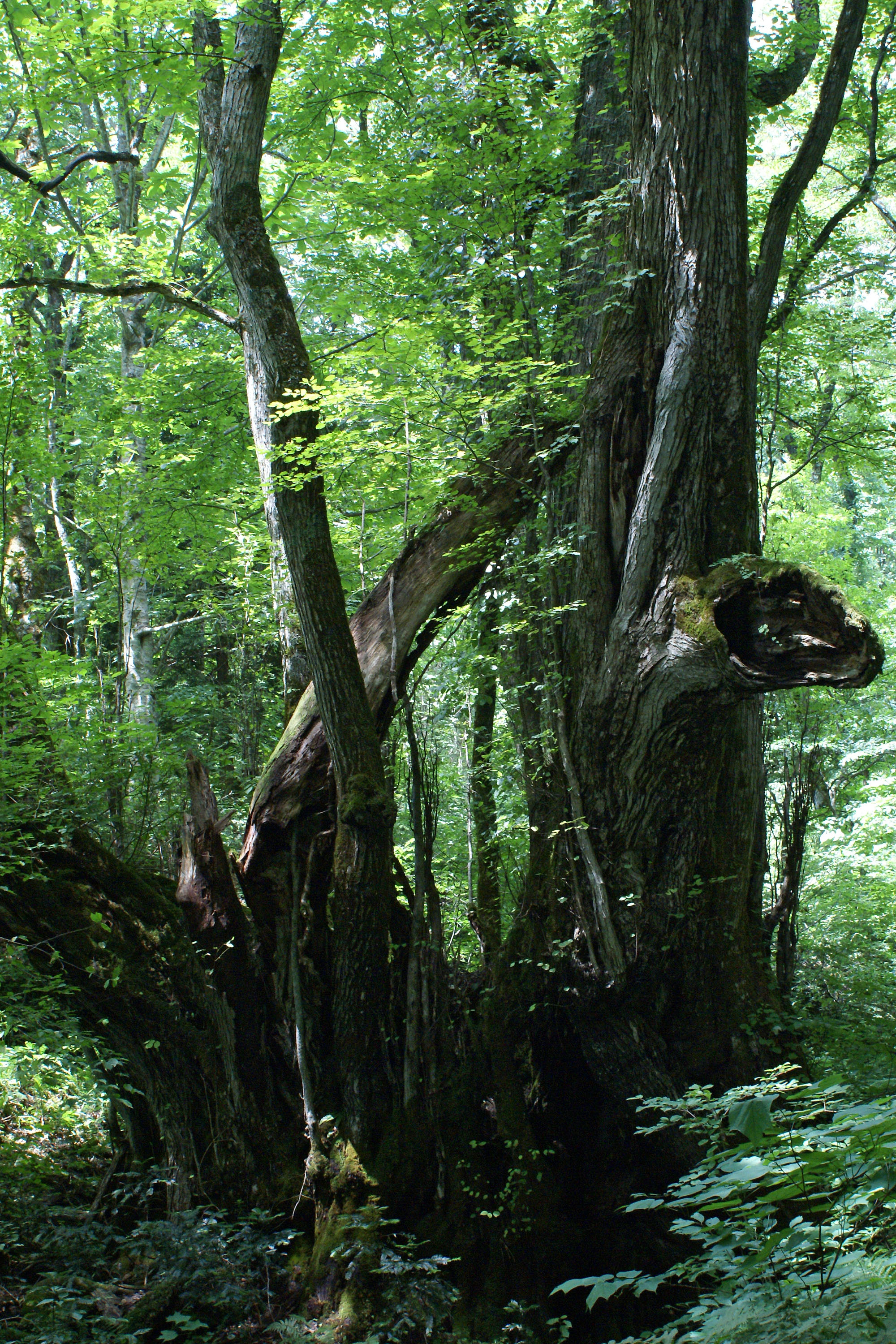
和池の大カツラ（兵庫県香美町）
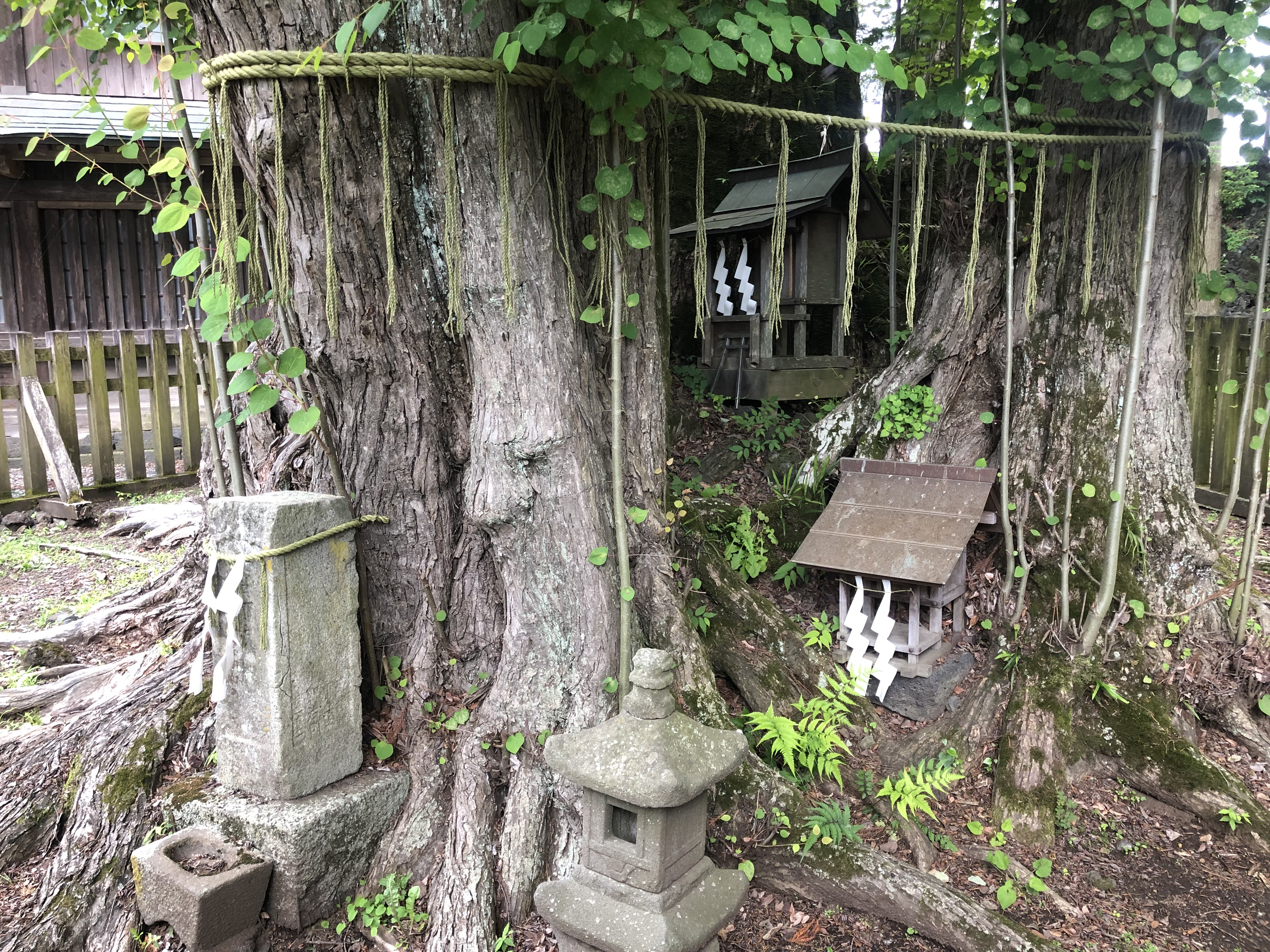
大塔宮護良親王桂之古跡（山梨県富士吉田市）

## 市町村の木に指定されている自治体
- 北海道 - 千歳市、網走市、乙部町、東川町、平取町、八雲町、真狩村
- 青森県 - 大鰐町
- 岩手県 - 盛岡市
- 山形県 - 大石田町
- 山梨県 - 早川町
- 京都府 - 京都市
- 兵庫県 - 朝来市
- 福岡県 - 桂川町